# Баццани, Чезаре
Чезаре Баццани (итал. Cesare Bazzani, 5 марта 1873, Рим — 30 марта 1939, Рим) — итальянский архитектор и инженер-строитель периода новеченто.

## Биография
Чезаре был сыном Луиджи Баццани из Болоньи, профессора архитектурного рисунка и театрального декоратора в Риме, и Елены Фракассини Серафини, сестры живописца Чезаре Фракассини. Елена Фракассини была замужем за известным живописцем Луиджи Баццани.
Чезаре Баццани учился в Прикладной школе в Риме (la Scuola di applicazione di Roma), в 1896 году получил диплом в области гражданского строительства, а в 1899 году с проектом «Собора в итальянском готическом стиле» выиграл конкурс, получив премию международного художественного фонда.
В первые годы своей профессиональной деятельности он участвовал в ряде проектов и исследований различного рода, прежде всего по восстановлению средневековых зданий в Риме, в том числе Альберго дель Орсо (Albergo dell’Orso), Палаццетто Форнарина и нескольких домов Сан Паолино алла Регола (S. Paolino alla Regola). В 1905 году Баццани выиграл конкурс на создание фасада церкви Сан-Лоренцо и Национальной библиотеки во Флоренции (1906), и в тот же период организовал выставку в своей мастерской на улице Виа-ин-Арчоне в Риме, выставив эти работы вместе с другими строительными проектами.
Победа на архитектурном конкурсе в Милане в 1906 году способствовала тому, что творчество Чезаре Баццани стало предметом всеобщего внимания. Два года спустя он выиграл конкурс на создание Палаццо делле Белле Арти (Palazzo delle belle arti), открывшееся в 1911 году, позднее Галерея современного искусства в Риме (Galleria d’arte moderna di Roma). Эти успехи станут решающими для его карьеры.
В 1903—1920 годах Баццани был профессором Музея промышленного искусства Рима (Museo Artistico Industriale di Roma), в 1913—1920 годах — муниципальным советником своего города, чрезвычайным членом Высшего совета общественных работ (1915—1923), членом нескольких Академий изящных искусств, в том числе Академии Брера в Милане.
В 1922 году Баццани был удостоен Ордена Короны Италии, затем стал Кавалером Большого Креста Ордена Почётного Легиона Франции (1936), академиком Италии с 1929 года, а в 1936 году председателем Центрального совета по строительству и городскому планированию (presidente della Consulta Centrale dell’edilizia e dell’urbanistica) при Министерстве Итальянской Африки. На международных выставках в Венеции (1908) и Риме (1911) он получил Большие золотые медали.

## Творчество и стиль
В своём творчестве Чезаре Баццани совмещал традиции неоклассицизма с новациями нарождающихся футуризма, рационализма и конструктивизма, оттого его произведения часто относят к раннему модернизму. В Италии 1920—1930-х годов эти тенденции в искусстве были связаны с идеологией фашизма и движением новеченто.
Среди работ Баццани, отмеченных этими особенностями и, в значительной степени, эклектичным стилем, иногда с масонскими символами, выделяются Национальная библиотека Флоренции (1911), Галерея современного искусства в Риме (1911), Палаццо делла Касса в Асколи-Пичено (1912—1915)), Правительственный дворец (1920) и церковь Кармине в Мессине, Казино Анцио, также известное как «Рай на море» (1924), фасад базилики Санта-Мария-дельи-Анджели в Ассизи (1924—1930), штаб-квартира Министерства образования в Риме (1928), Театро дель Литторио в Сан-Северо (1929—1937), обустройство острова Тиберина в Риме (1930—1935), Правительственный дворец Фоджи (1934), Морской вокзал в Неаполе (1936), Палаццо делле Посте (Здание почты) в Таранто (1937), Кафедральный собор Аддис-Абеба (1938) и многое другое.
С 1922 года Баццани работал особенно вдохновенно, поскольку нашёл благоприятную творческую среду в идеологии итальянского фашизма. Он создавал монументы Павшим героям во многих городах, включая Фраскати, Форли, Мачерата, Тоди; создавал новые фасады административных зданий, церквей, больниц, почтовых и телеграфных отделений, театров, институтов. Баццани много строил в Форли, город, который во времена фашизма приобрёл важное значение как «Город дуче». Среди его построек в Форли: Палаццо делле Посте (1930—1933), памятник Победы или Павшим (1931—1933), Дом инвалидов (Casa del Mutilato, 1930—1932), здание государственной канцелярии (1935—1936).
Баццани также много работал для городов Терни и Риети. В 1927 году Баццани вместе с Винченцо Пилотти был призван в Пескару, город, который бурно развивался во времена фашизма, для строительства новых представительских зданий и государственных учреждений. Баццани построил в Пескаре новый собор Сан-Четтео (святого Цетея) в районе Портануова (1933—1939), также известный как «Храм Примирения», Дворец Торговой палаты на Виа Конте ди Руво, Палаццо делле Посте (1934) на Корсо Витторио Эмануэле и многое другое.
В иллюстративном отчёте Национальной библиотеке Флоренции (1906) сам архитектор дал определение своему намерению найти приемлемый компромисс между «модернизмом» и «традицией»: «Я не пытался заниматься археологией, черпая идеи из элементов окружающей среды и вдохновляясь воспоминаниями и традициями истории… Не подчиняя сверх меры свои эмоции и творческие ресурсы традициям, я просто старался быть частью окружающей жизни». В своей речи в Перудже (1916) по случаю поминовения Дж. Кальдерини он говорит о Дворце правосудия в Риме, сравнивая его с собором Святого Петра: «могучие массы, … образная деталь … могущественная светотень».

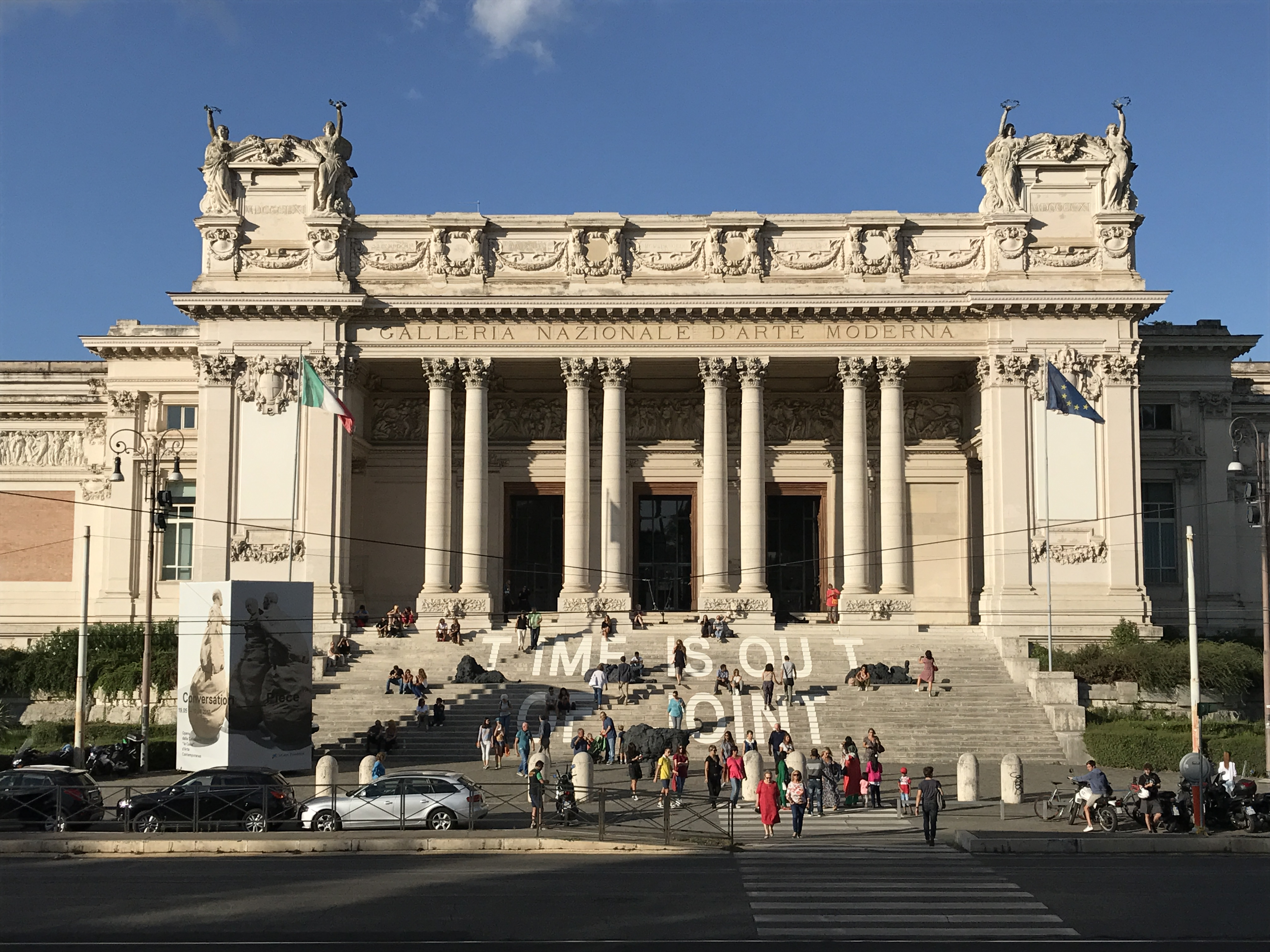
Галерея Современного искусства в Риме. 1911—1915
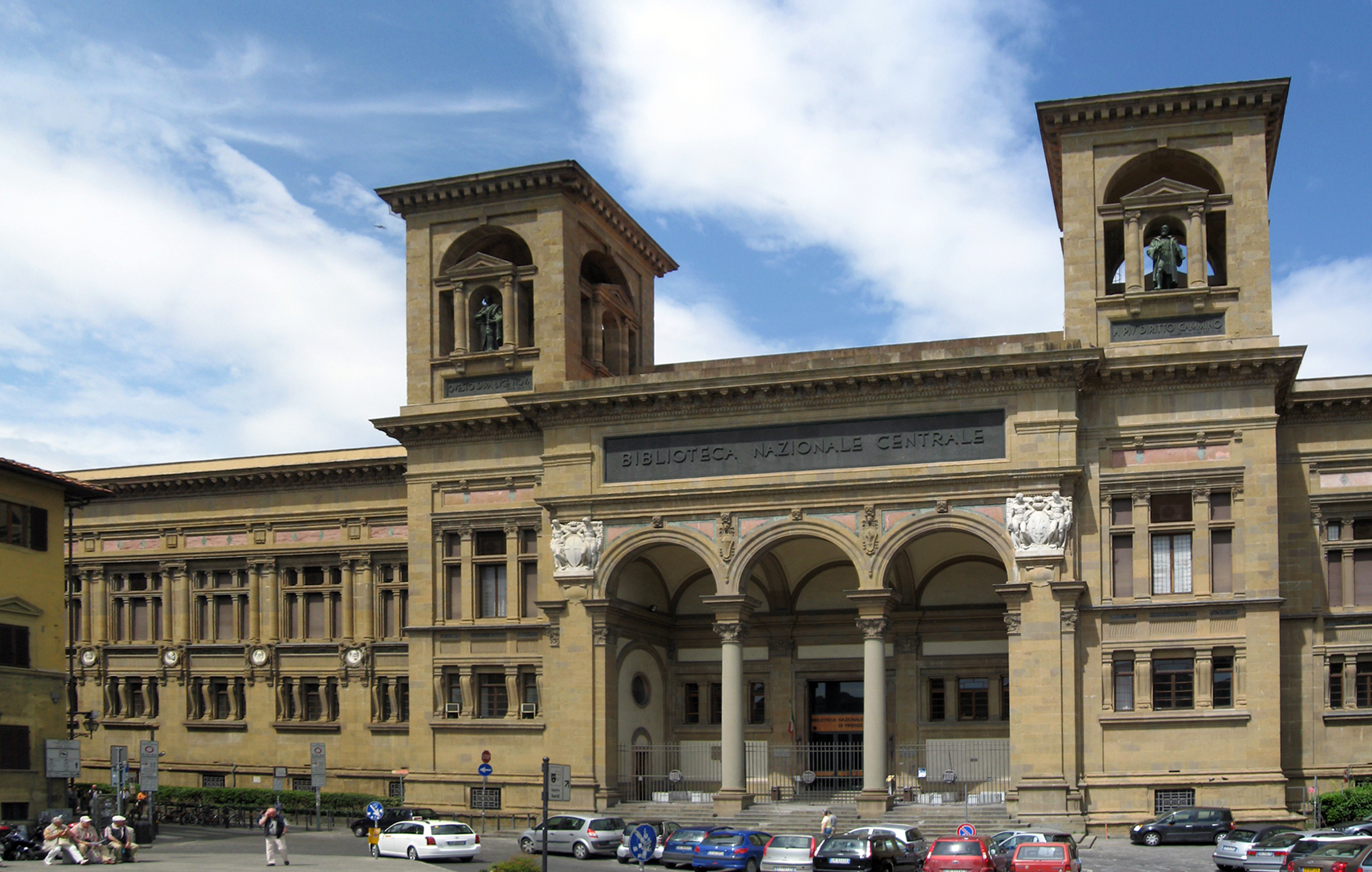
Здание Национальной библиотеки во Флоренции. 1911
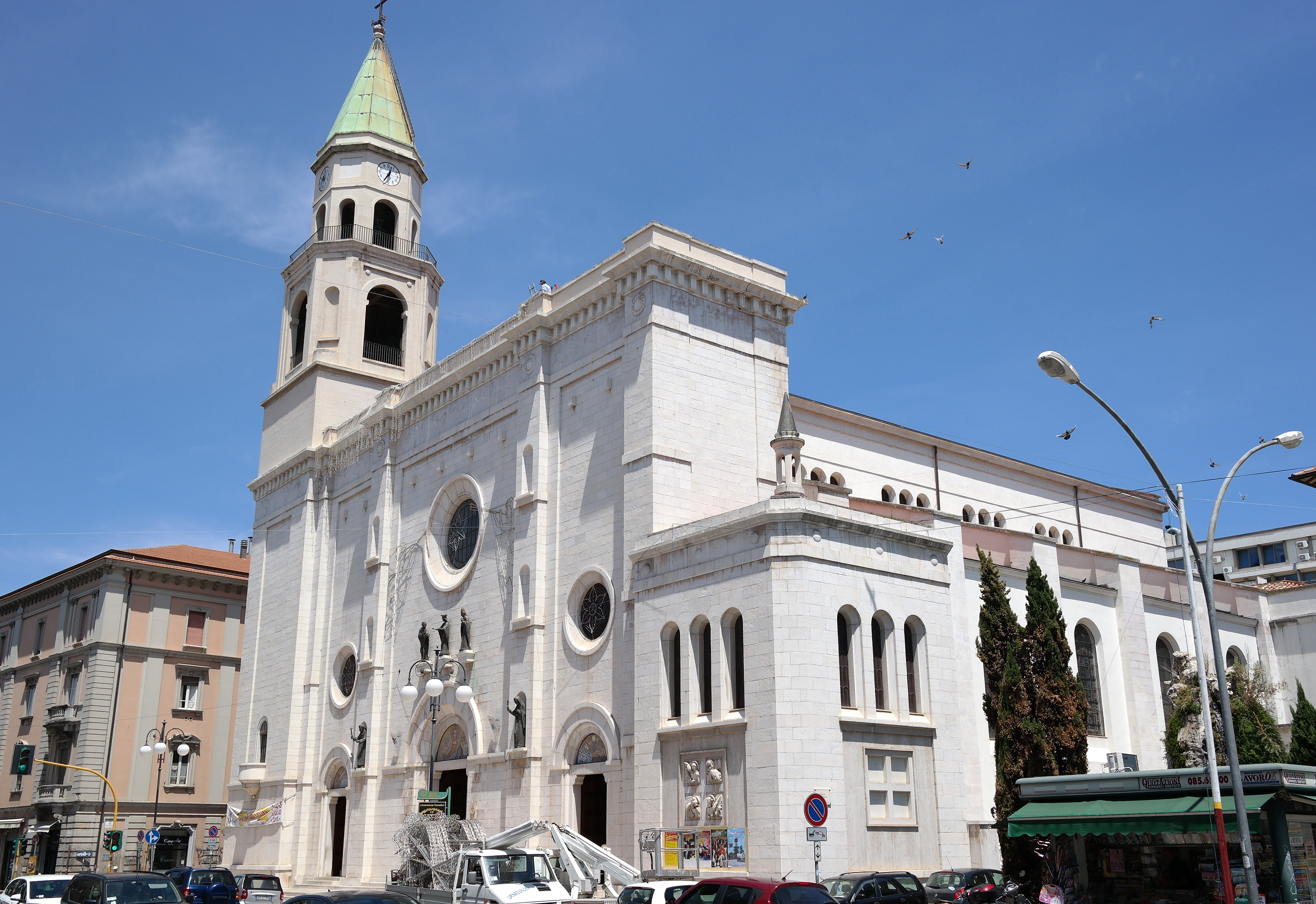
Собор Сан-Четтео в Пескара. 1933—1939
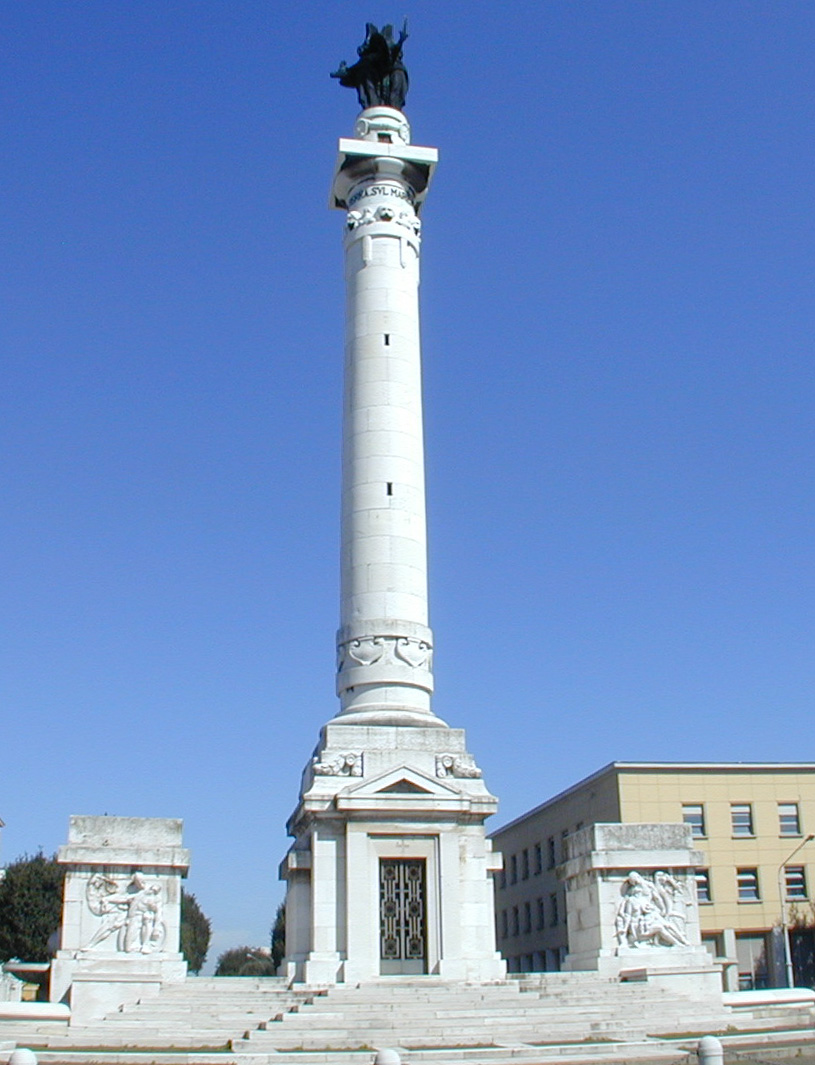
Монумент павшим. 1932. Форли
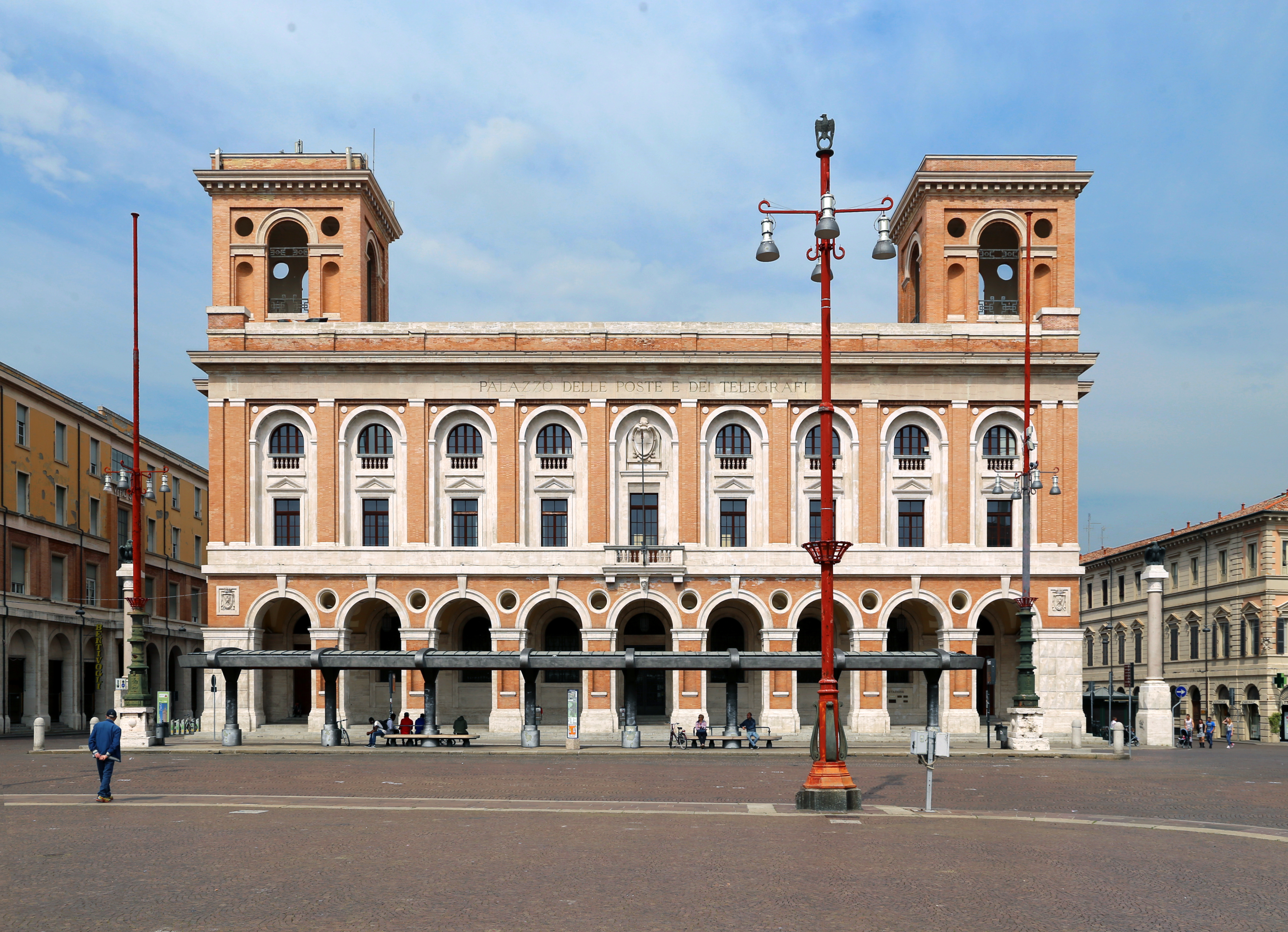
Здание почты и телеграфа в Форли. 1932
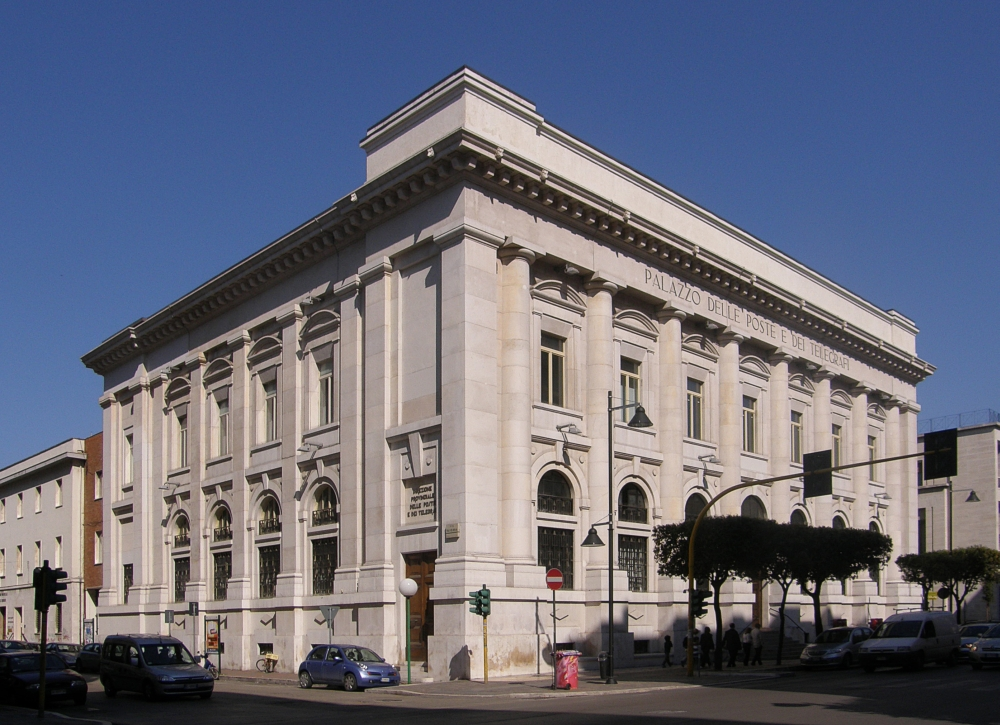
Здание почты в Пескара. 1934
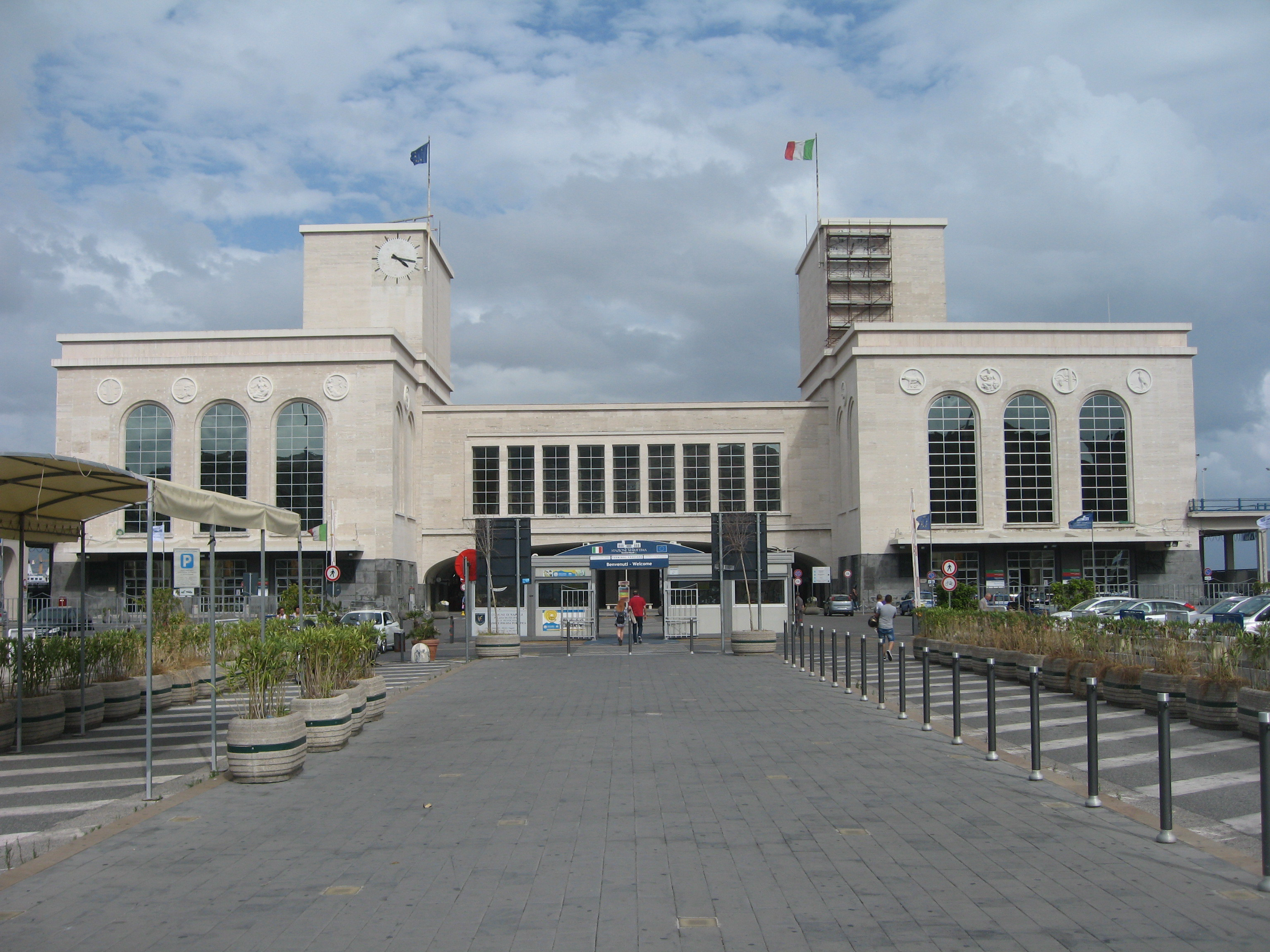
Морской вокзал в Неаполе. 1936